# Ljungkardarspindel
Ljungkardarspindel (Dictyna arundinacea) är en spindelart som först beskrevs av Carl von Linné 1758.  Ljungkardarspindel ingår i släktet Dictyna och familjen kardarspindlar. Arten är reproducerande i Sverige. Inga underarter finns listade i Catalogue of Life.